# Молотобійці
Київські Молотобійці (англ. HammerersKyiv) — українська команда з американського футболу з міста  Київ.

## Історія
Спортивний клуб «Молотобійці» (Hammerers) заснований ще в 2012 році гравцями команди  «Скіфи» (м. Донецьк).
Тут тренуються юнаки чотирьох вікових груп — U11, U13, U15 і U17. Наразі це єдиний клуб із дитячо-юнацького американського футболу в Києві, забезпечений спеціальним спорядженням на рівні провідних клубів Європи.
Восени 2019-го року «Молотобійці» здолали «Орлів» з Варшави в обох товариських зустрічах. А в грудні здобули срібні та золоті нагороди на турнірі з флаг-футболу «Сильна молодь 2019», організованому ДЮЛАФ.